# Dramatic Theme
«Dramatic Theme» es la última canción del álbum de 1969 de Pink Floyd, Music from the Film More.

## Composición
Es otra pieza instrumental breve escrita por Roger Waters, Richard Wright, David Gilmour y Nick Mason. La canción repite el mismo tema de «Main Theme», pero se basa en la guitarra de Gilmour y solo dura 2 minutos y 15 segundos.

## Personal
- David Gilmour - Guitarra
- Roger Waters - Bajo
- Richard Wright - Órgano
- Nick Mason - Batería